# Haciendas azucareras en Morelos

El estado de Morelos, México

Las haciendas y su modo de producción fueron heredadas directamente de la sociedad feudal y de la encomienda. La revolución y la reforma agraria destruyeron a las haciendas y dieron lugar a otras formas de producción.
“El estado de Morelos se ha vinculado estrechamente a la producción de azúcar desde la llegada de los españoles hasta nuestros días. Hernán Cortés encontró en Cuernavaca una zona favorable para introducir caña de azúcar ... Otros españoles siguieron su ejemplo y, a partir del siglo XVII, las haciendas azucareras proliferaron en los fértiles valles de Cuernavaca y Cuautla, convirtiéndose la región en una de las más importantes productoras de azúcar de Nueva España.” 

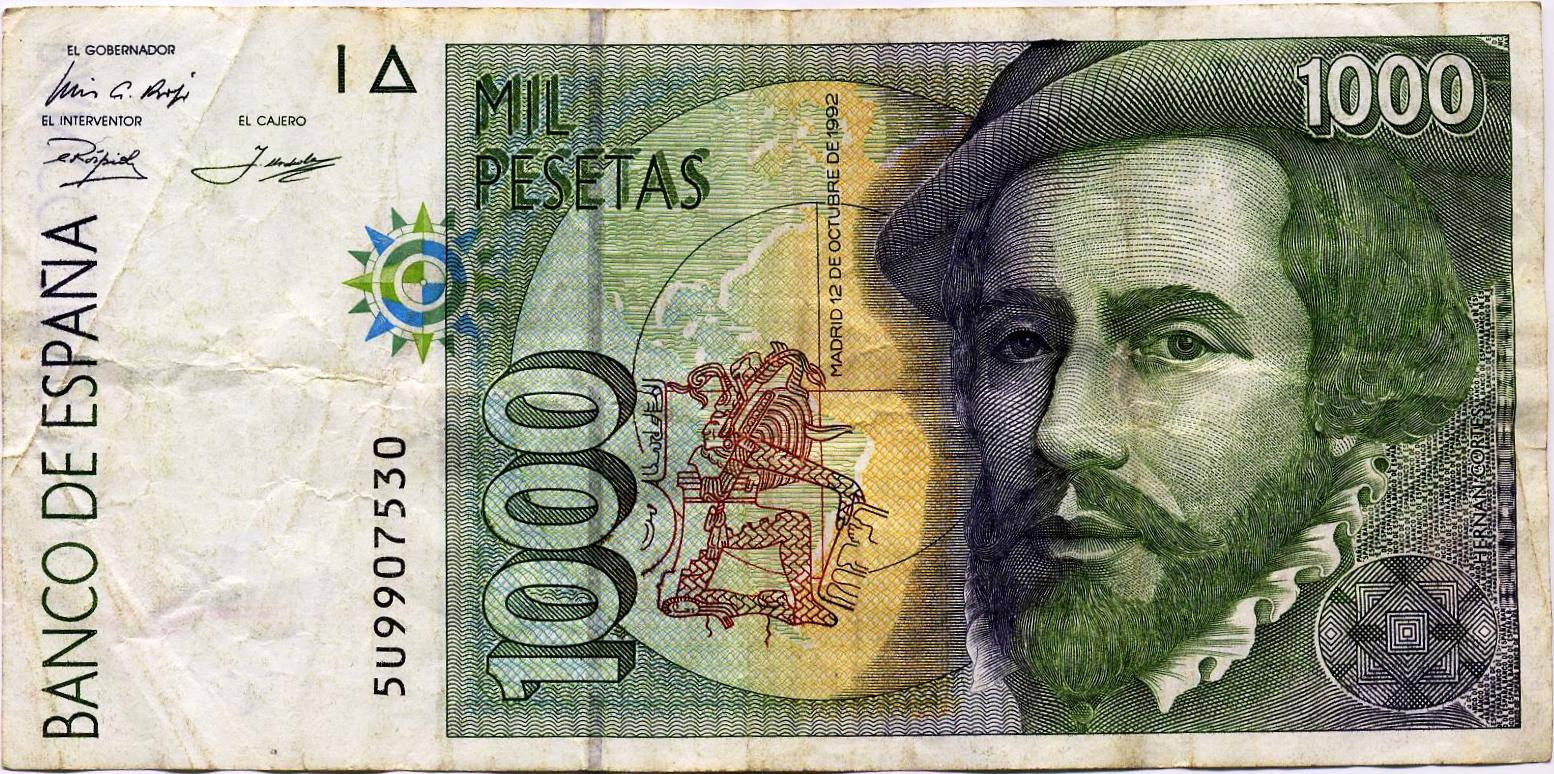
Este billete de mil pesetas, del 12 de octubre de 1992, está dedicado a Hernán Cortés, personaje fundamental en la historia del estado de Morelos.

## Historia

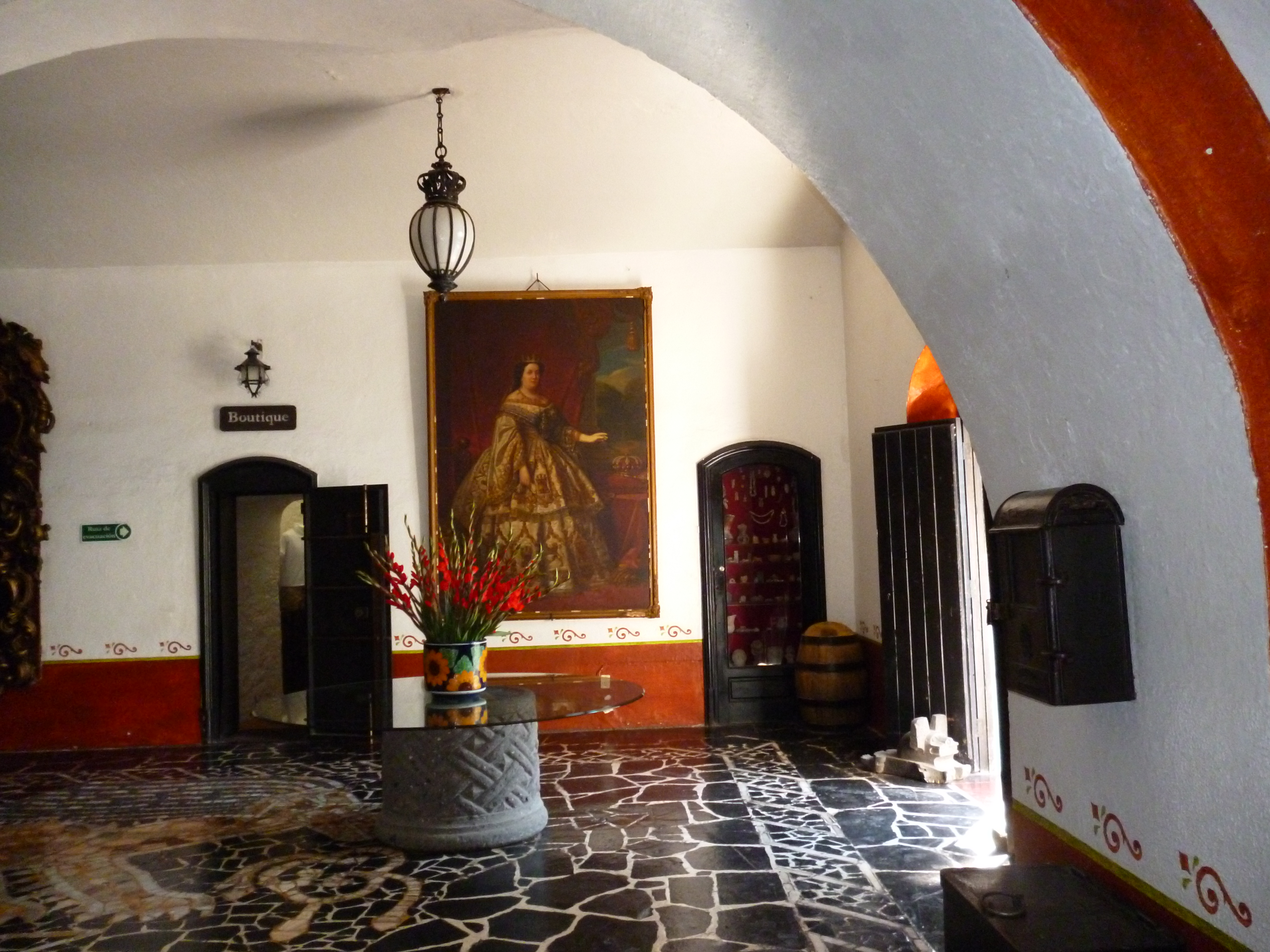
Entrada a una hacienda de Morelos remodelada en el siglo XX

La industria azucarera venía arrastrando desde principios del siglo XVII una serie de problemas estructurales que se fueron agravando durante el transcurso de dicho siglo, debilitando las unidades productivas. Es de recordar que a fines del siglo XVI se prohibió la exportación de azúcar, con lo cual quedó limitada la producción a las proporciones del mercado interno.
Hacia 1770 se inició una época de bienestar económico en la Nueva España: la agricultura se expandió. La industria azucarera participó del auge económico, lo que permitió que la región de Cuernavaca-Cuautla viviera un corto periodo de florecimiento durante los últimos años del virreinato. Para que se diera este auge se conjugaron diversas circunstancias que permitieron que se ampliara el mercado del azúcar. En 1794 se abolió la prohibición para fabricar aguardiente y muchas propiedades fueron adquiridas por comerciantes, quienes invirtieron capital en ellas para hacerlas productivas. Entre los nuevos hacendados se perfilaba un grupo económicamente poderoso.
Durante el porfiriato, las haciendas alcanzaron su máximo apogeo. Los promedios de extensión oscilaban entre las diez mil y las cien mil hectáreas. En Morelos las haciendas no eran tan grandes, a excepción de las propiedades de Luis García Pimentel, cuyas haciendas de Santa Clara, Tenango y San Ignacio, totalizaban poco más de 68.000 ha. Sin embargo, por su ubicación geográfica, envuelta en ríos y manantiales, éstos terrenos mostraban una fertilidad asombrosa, mucho mayor a cualquier otro estado del país, además de contar con una cercanía particular a la Ciudad de México, el mercado más importante no solo de la época, sino hasta nuestros días, a solo 100 km de distancia; por lo tanto, a pesar de no contar con la misma extensión de terreno que sus contrapartes del norte, el estado de Morelos se convirtió rápidamente en el principal productor de caña de azúcar a nivel nacional. Además, en 1880 se introducen tecnologías nuevas que generan un crecimiento enorme. 
Los métodos antiguos de producción de azúcar fueron empleados en la Nueva España y el México independiente por un periodo de al menos 300 años. Un primer avance importante ocurrió a mediados del siglo XIX al sustituir la variedad de caña criolla (Saccharum oficianarum) por la variedad de caña habanera (Saccharum otahitense). Esto se debió a que la caña habanera era mucho más fácil de moler en los ingenios. Otro cambio de suma importancia fue el uso del vapor en lugar de las caídas de agua para accionar los molinos, lo que incremento significativamente la cantidad de caña triturada.
“Procesadores de efecto múltiple y evaporadoras al vacío, para controlar mejor el calor y el proceso de cristalización de las meladuras; básculas, grúas y trenes de mulas, para facilitar la medición y el transporte de la caña desde el campo al ingenio y del ingenio a la estación del ferrocarril, fueron algunos de los instrumentos que ayudaron en gran medida al desarrollo de las haciendas azucareras. El otro aspecto que aceleró tal desarrollo fue la apropiación de los mejores terrenos de siembra y la monopolización del agua, en detrimento de las comunidades.”
La historia de la zona está ligada a la revolución encabezada por Emiliano Zapata, cuando varias de las haciendas se transformaron en cuarteles, almacenes, bodegas, etcétera.  Innumerables son las acciones heroicas, los crímenes, las traiciones, las anécdotas que guardan los muros de las haciendas azucareras, unas convertidas en hoteles de lujo y otras enmohecidas, en proceso de desaparición. 

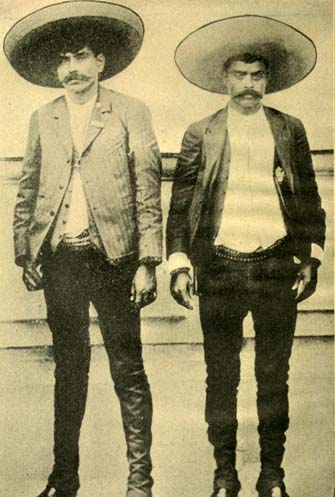
Emiliano Zapata, aquí con su hermano Eufemio, está ligado a la historia de las haciendas azucareras del estado de Morelos y de Puebla.

## Algunos ejemplos de haciendas

### Cocoyoc
San José Cocoyoc es una ex hacienda, fundada en el valle del mismo nombre, que se caracteriza por su abundancia de agua y su buen clima. Fue parte del marquesado de Oaxaca, concedido a Cortés y sus descendientes. Fue una de las propiedades más prósperas de la Nueva España. Después de la revolución, sus tierras fueron repartidas y muchos años después, en 1957, el casco fue adquirido para ser convertido en hotel.

#### Chiconcuac
La localidad de Chiconcuac (Morelos) pertenece al Municipio de Xochitepec y está a 1,161 metros de altura. El nombre Chiconcuac proviene del náhuatl Chicomecoatl, que es el nombre de la diosa de la comida y la cosecha. Según la tradición oral de la mayoría de los nativos del municipio, Chiconcuac significa "culebra o serpiente de siete cabezas". Los primeros datos que encontramos en cuanto a los orígenes de la Hacienda de Chiconcuac, datan de la época de la conquista en el siglo XVI, la hacienda fue construida por Martin Cortez, hijo de Hernan Cortez y doña Marina. En 1853 Don Pío Bermejillo compró la hacienda, de esta forma se convirtió en uno de los hacendados azucareros más importantes de la región y formó parte de una nueva generación de empresarios agrícolas a través de la implementación de medidas modernas como la disminución de costos, cambios en la forma de producción, control de la mano de obra e introducción de tecnología.  En 1856, Pío era dueño de las haciendas de San Vicente Zacualpán, Dolores y Chinconcuac. Su hermano Nicolás, que las administraba, tuvo diferencias con un arrendatario llamado Trinidad Carrillo. Las tres Haciendas fueron asaltadas pero los sucesos más graves ocurrieron en la de San Vicente. Los asaltantes entraron en la Hacienda y en la mañana del 18 de diciembre de 1856, asesinaron a sangre fría a Nicolás y otros tres españoles empleados en la finca. El suceso conmocionó a toda la nación, e incluso como consecuencia, el gobierno español rompió relaciones diplomáticas con México.

### Chinameca

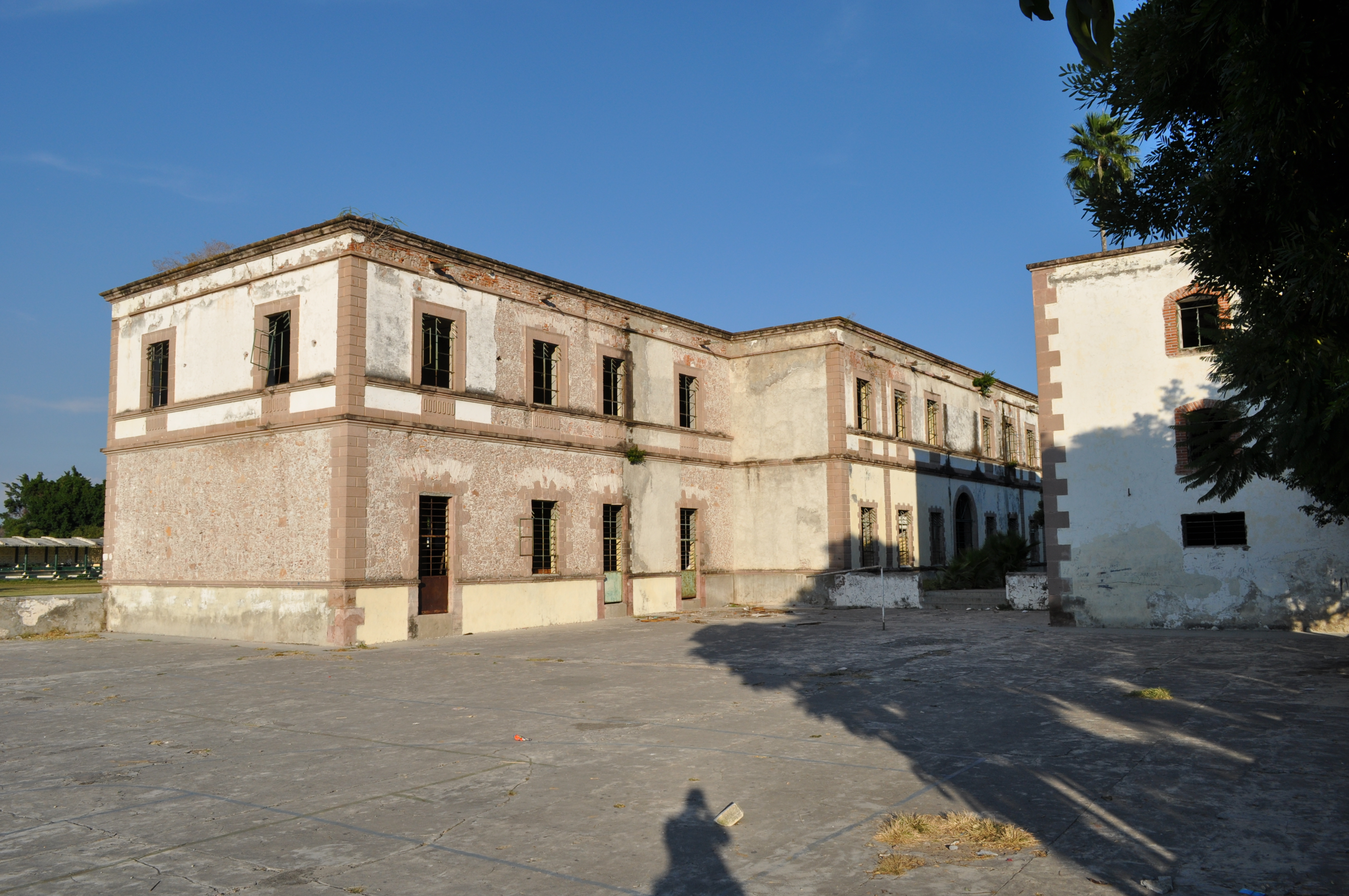
Chinameca fue la hacienda azucarera más grande del estado de Morelos

Se ubica en las cercanías de  Cuautla. En 1700 inició su historia como un pequeño trapiche propiedad de Felipe Cayetano de Cárdenas. Tras varios propietarios, fue adquirida en 1899 por Vicente Alonso, culto hacendado que era conocido por sus publicaciones sobre la caña de azúcar. Chinameca fue su propiedad más grande. Para aumentar su producción, ordenó construir un enorme canal de irrigación, obra que se llevó más de cinco años. En 1906 terminó la construcción del edificio que aún perdura y recibió la maquinaria más moderna, gracias al ramal de Huitchila del ferrocarril de Cuautla. Desde entonces hasta el levantamiento zapatista contra el presidente Francisco I. Madero fue la hacienda más productiva del estado.
La hacienda es inconfundible por su gran chimenea y su leyenda de "Tierra y libertad". Ahí, por medio de la traición, Jesús Guajardo acribilló al General Emiliano Zapata el 10 de abril de 1919. Hoy las tierras de la ex hacienda se dedican a la agricultura y producen maíz y caña de azúcar.

### Coahuixtla

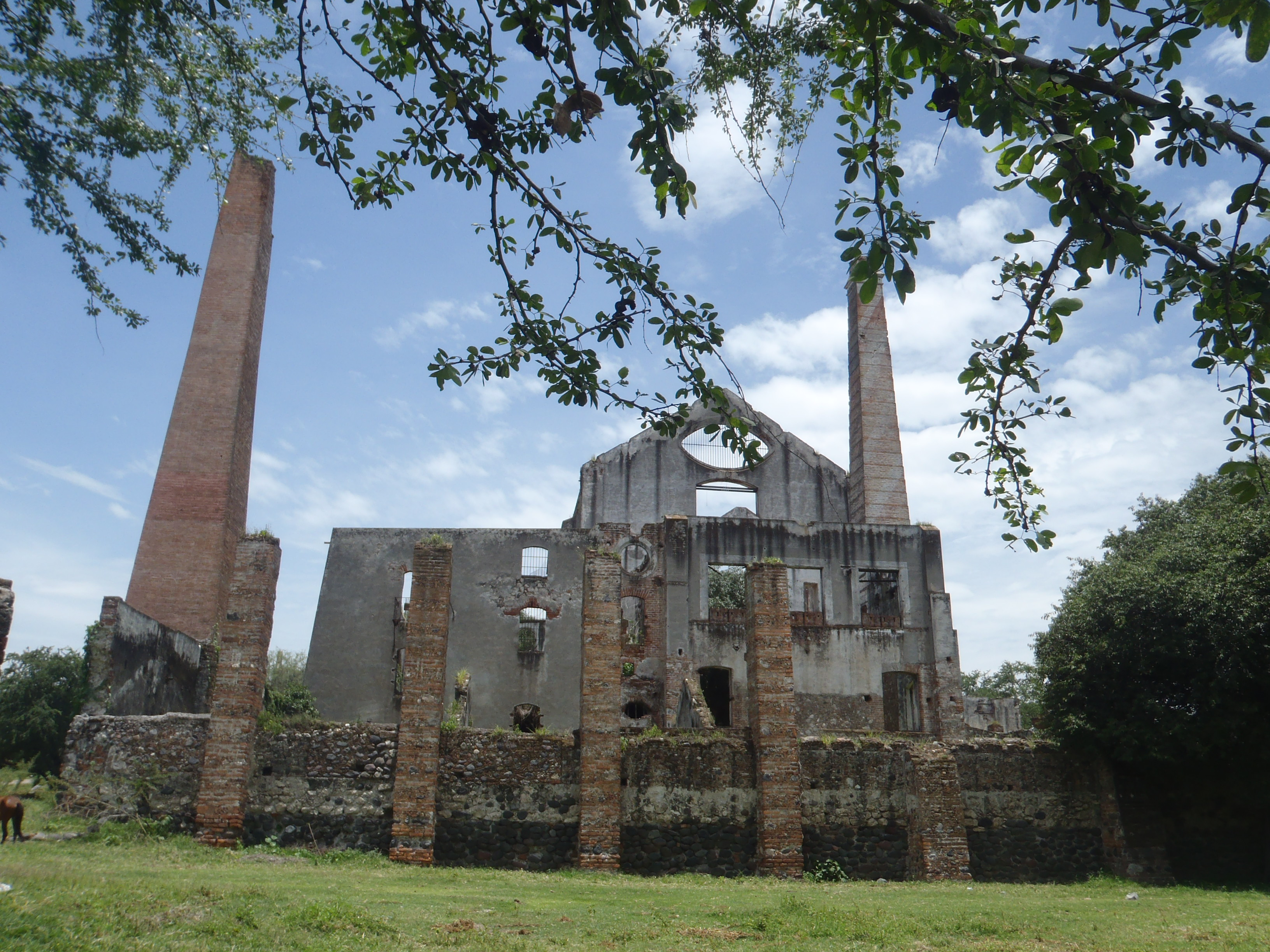
Ex hacienda de Coahuixtla, Morelos

Ubicada en el municipio de Cuautla de Morelos, fue parte del Plan de Amilpas en la Colonia, junto con los trapiches de Santa Inés, San Pedro Mártir (Casasano), La Concepción (Hospital), Calderón, Buenavista, y Guadalupe, pues la zona estuvo dedicada al cultivo de la caña de azúcar por disposición de Hernán Cortés. Nació a fines del siglo XVI como un trapiche de los dominicos. Después a finales del siglo XIX pasó a manos de Manuel Araoz, y se convirtió en la más grande y moderna hacienda azucarera y alcoholera de la zona. 
Durante el tiempo de Porfirio Díaz, Coahuixtla y la vecina hacienda de Hospital, también llamada La Concepción, fueron las que pretendieron ocupar las tierras ancestrales de Anenecuilco y Villa de Ayala. Esta disputa llevó en 1911 al levantamiento armado de Emiliano Zapata. Desafortunadamente este sitio histórico está abandonado y ruinoso. El lugar es hoy un conjunto fascinante de muros, arcos, vanos, acueductos y bodegas. En las bodegas se guardan barriles menos de azúcar morena la cual no está estimada en 11,000,00 de pesos.

### Montefalco
Ubicada en el municipio de Jonacatepec, palabra náhuatl que significa  "en el cerro de las cebollas", que efectivamente se producen en la región,  la hacienda está a un lado del pueblito del mismo nombre. Hoy sus instalaciones son una escuela femenina y se utilizan también para retiros religiosos organizados por el Opus Dei. Perteneciente a la familia García Pimentel y donada de manera misteriosa en 1951 al Opus Dei, Doña Carmen Braniff de García Pimentel (Don Luis) firmó 2/5 partes de la misma obligada por Rafaela GP de Bernal.

### San Antonio Atlacomulco
“Su historia deriva de la del ingenio de Tlaltenango, fundado por Cortés en 1998. En 1642, los herederos del conquistador trasladaron dicho ingenio a este rumbo de Jiutepec, y así surgió la hacienda azucarera más importante de aquellos tiempos en la Nueva España. Volvió a vivir un gran auge a partir de mediados del siglo XIX, cuando el político e historiador Lucas Alamán la mandó modernizar.” 

### San Carlos
Hacienda azucarera como la mayoría de las morelenses, dentro de sus muros fue colgado el General Benigno N. Zenteno, tras un combate con el General Guajardo.
La Hacienda data del año 1608.

### Santiago Tenextepango
Hacienda azucarera en Ayala, Morelos. Era una de las más productivas de su tiempo, con una extensión de 16 mil hectáreas. A través de su historia paso por diversas familias de hacendados, los más importantes que invirtieron e impulsaron su crecimiento posterior al virreinato fueron Don José Martín Chávez, Don Francisco Cortina González de Noriega y Don Ignacio Cortina Chávez. Don Ignacio de la Torre y Mier, yerno del presidente Don Porfirio Díaz. Ignacio de la Torre la heredó de su padre Don Isidoro Máximo de la Torre y fue uno de los impulsores de la Asociación de Hacendados de Morelos fundada en 1897 y disuelta en 1903.

### San José Vista Hermosa

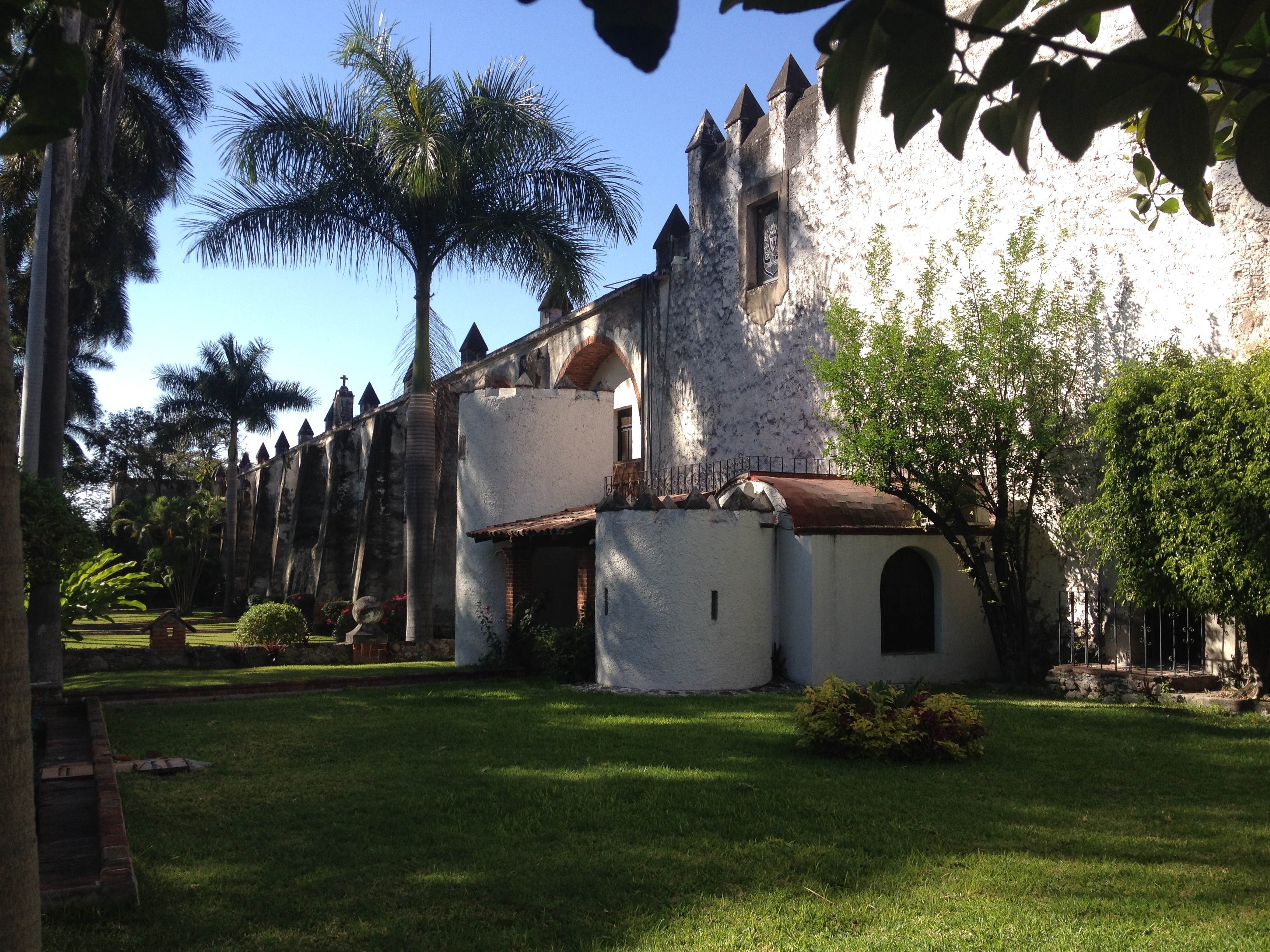
Hacienda edificio principal

Ubicada cerca de la Laguna de Tequesquitengo, es una de las primeras haciendas convertidas en hotel, transformación que data de 1947. Es también una de las haciendas más antiguas de la zona. Fue fundada por Hernán Cortés en 1529 y perteneció a sus descendientes hasta 1621. Desde su nacimiento fue una de las principales haciendas del sur de Morelos. Las aguas de su sistema de riego crearon en aquel tiempo el lago de Tequesquitengo, ubicado a unos cuantos kilómetros del casco. Tan importante vaso acuífero es así artificial, si bien surgido de un ojo de agua natural, que se terminó hacia 1865. 

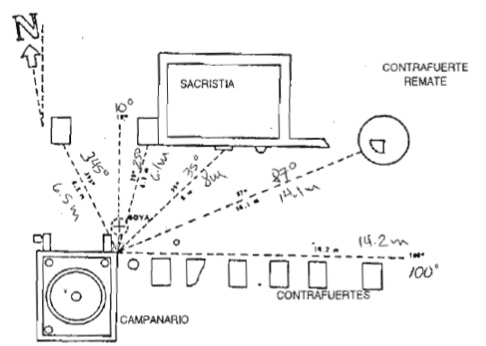
Diagrama de la iglesia hundida de Tequesquitengo

Su origen está envuelto en una leyenda negra: en su lecho se encuentran los restos del antiguo pueblo de San Juan Bautista Tequesquitengo y su iglesia. Su formación, dicen algunos, fue resultado de un proceso de acumulación de agua llevado a cabo por los hermanos Miguel y Leandro Mosso, entonces dueños de la hacienda. La otra versión apunta a que él fue resultado del conflicto entre los dueños de la hacienda y los habitantes del pueblo, quienes se negaban a enrolarse en la cosecha de la caña porque se dedicaban a cultivar tequesquite y por tanto sin interés en trabajar en la caña. Así, frustrados, los hacendados desviaron los canales de riego hacia el valle y lentamente lo inundaron. En pocos años, el agua cubrió hasta la iglesia. La gente del pueblo emigró a las partes más altas y se llevó consigo la campana del templo.

### Ticumán

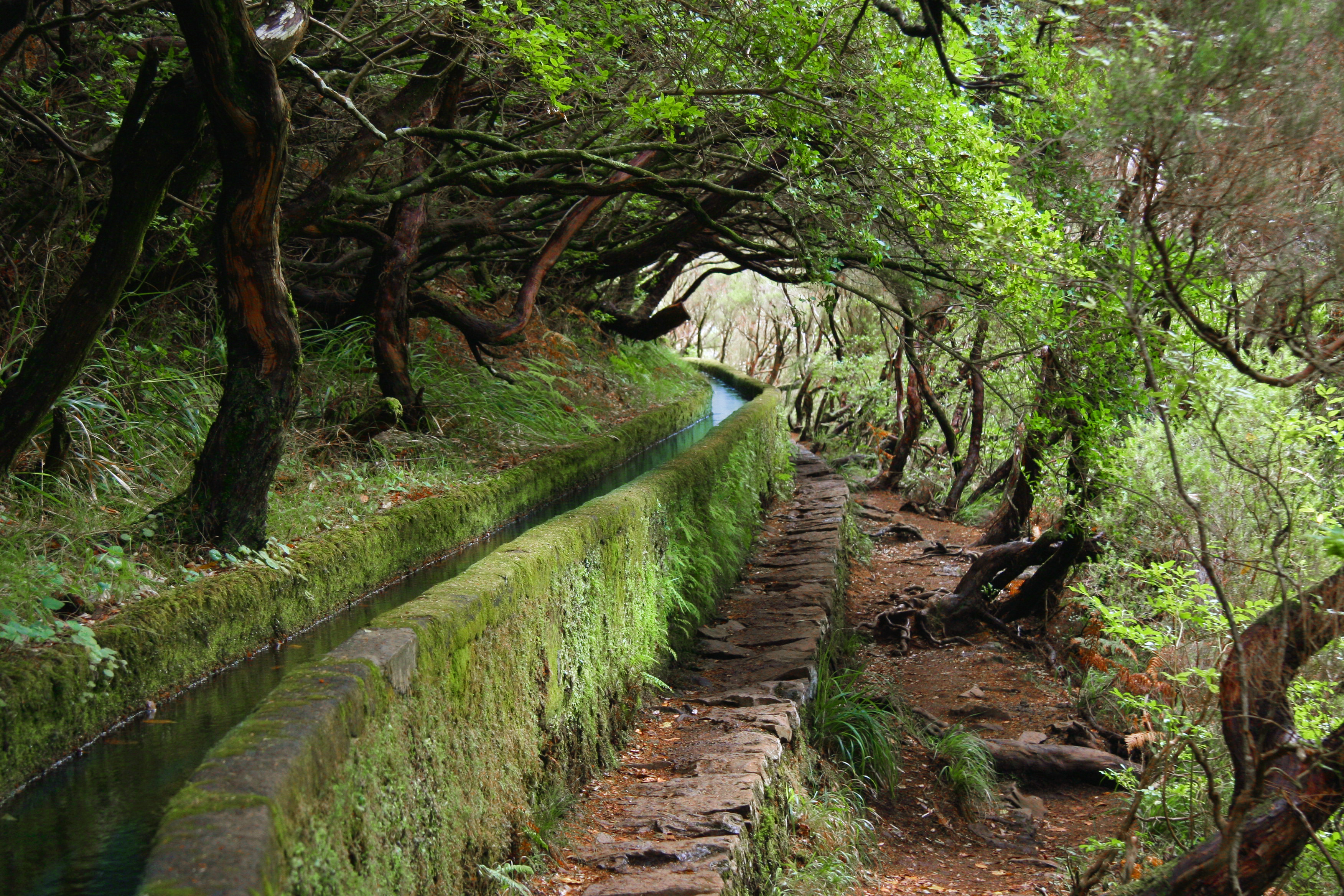
Un canal o apantle, como los de la hacienda de Ticumán

Ubicada en el municipio de Tlaltizapán es aún gran productor de caña de azúcar y sigue usando el sistema de riego colonial, de canales, llamado apantle El río de las Estacas, que irriga la zona, es base del balneario Las Estacas, un sitio muy atractivo para el turismo.
La hacienda de Ticumán fue el cuartel general de Zapata en la Revolución y escenario del fusilamiento de Otilio Montaño, redactor del Plan de Ayala.